# Architektura secesji

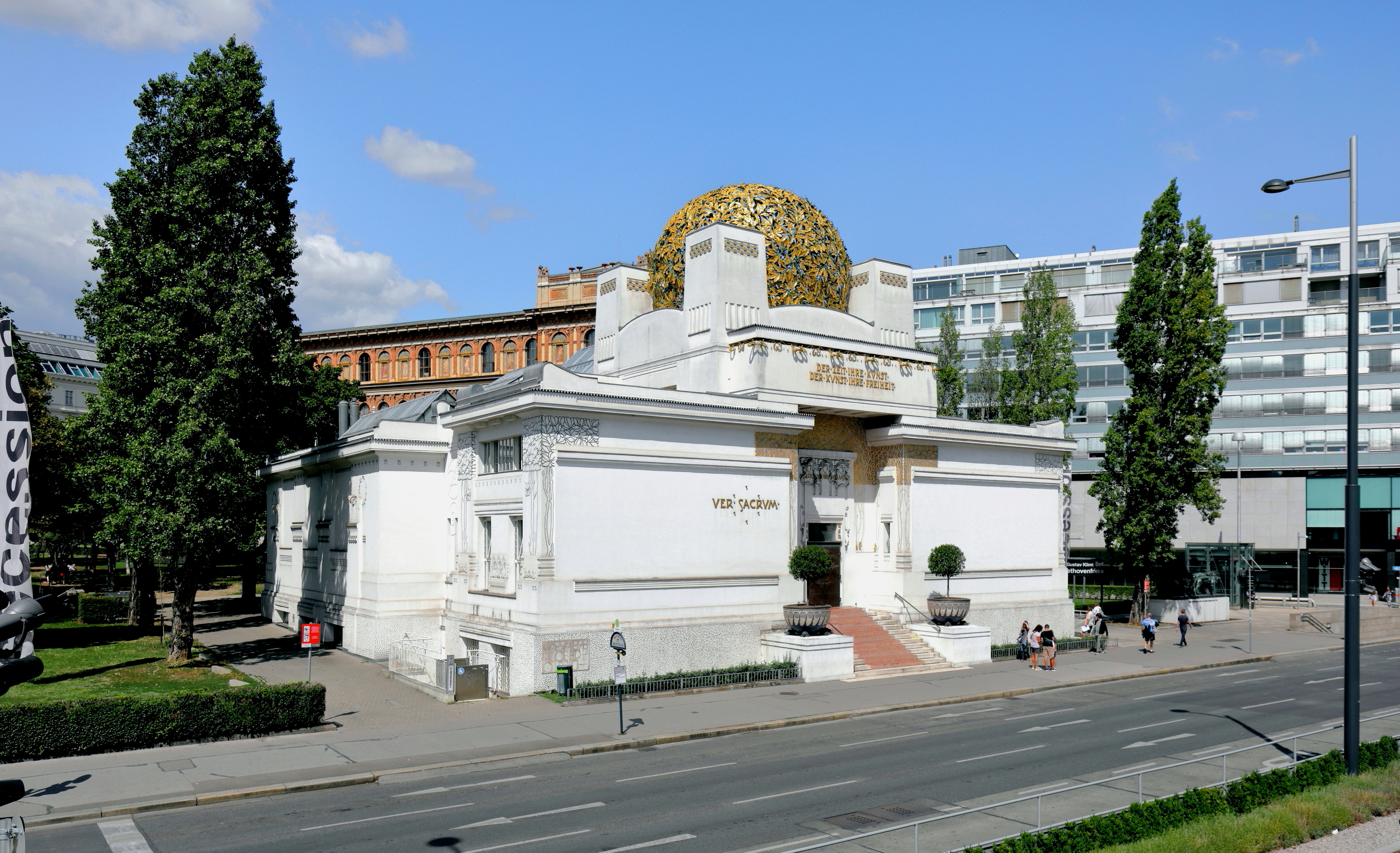
Architektura secesji: J.M. Olbrich, Pawilon Secesji w Wiedniu

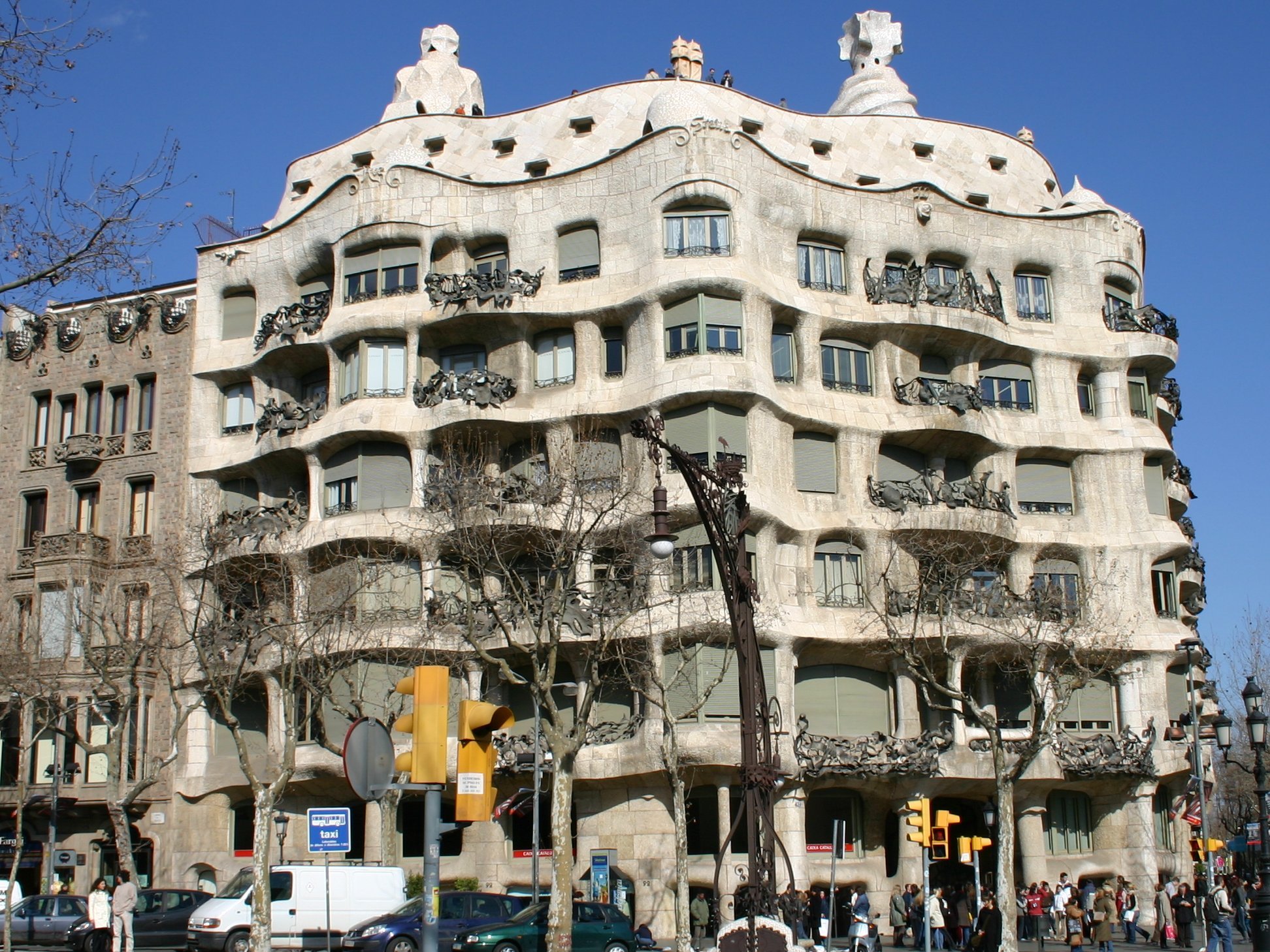
Architektura secesji: A. Gaudi, Casa Milà w Barcelonie

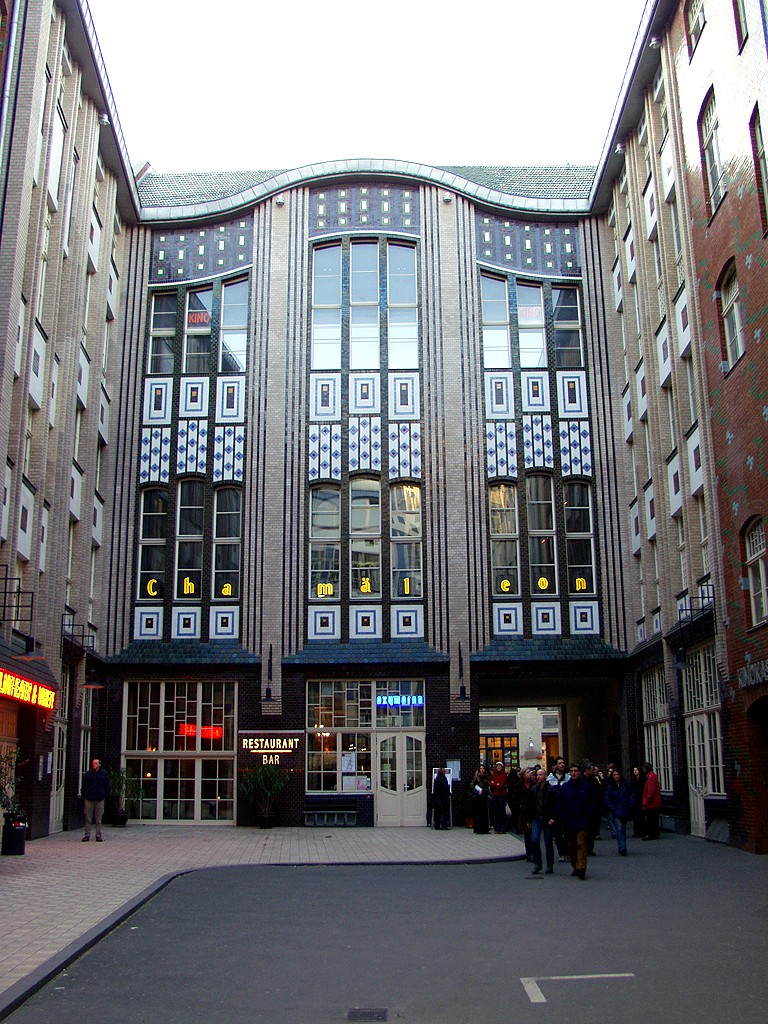
Architektura secesji: A. Endell, Hackesche Höfe w Berlinie

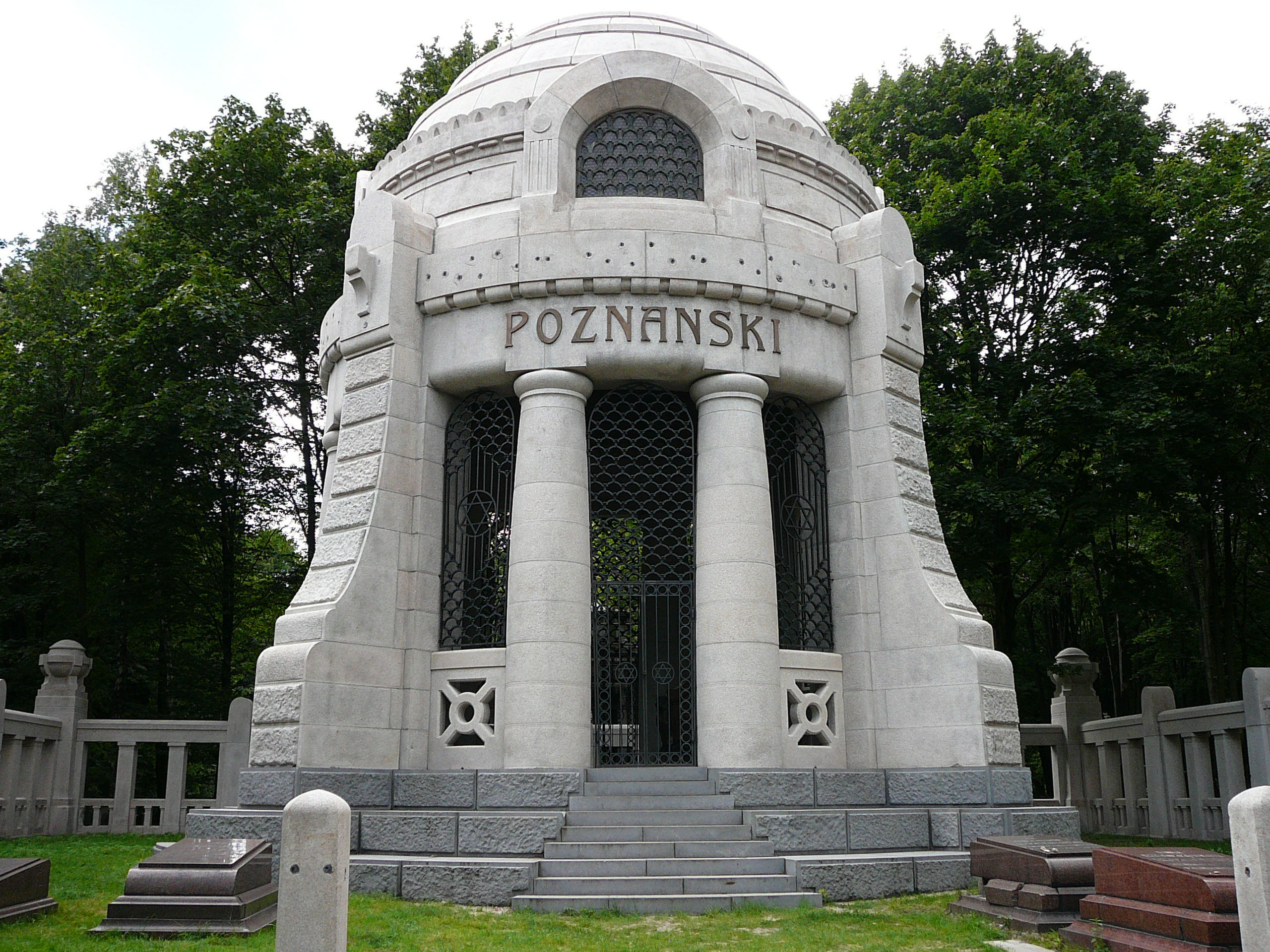
Mauzoleum Izraela Poznańskiego

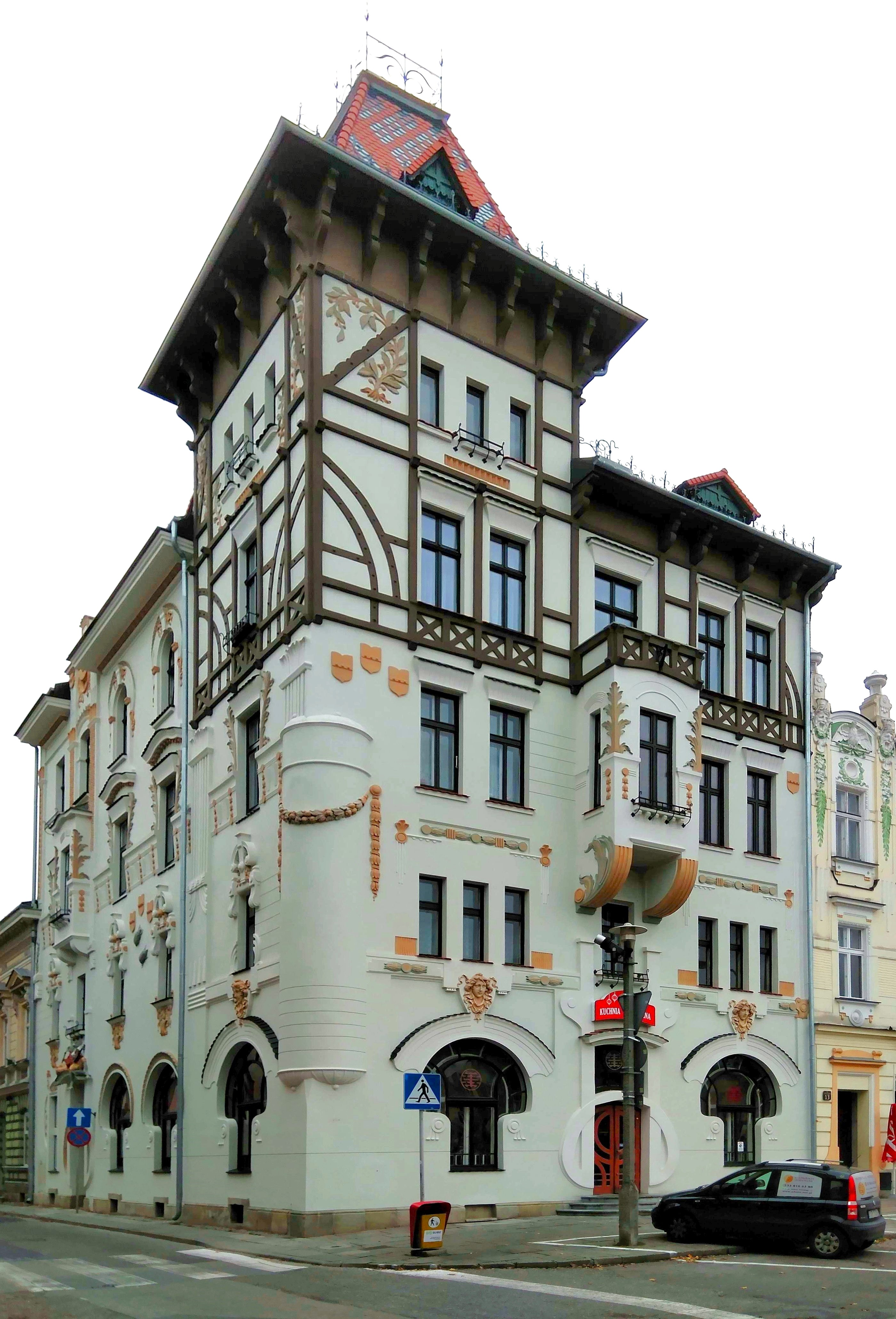
Architektura secesji: E. Rost, Kamienica Pod Żabami w Bielsku-Białej

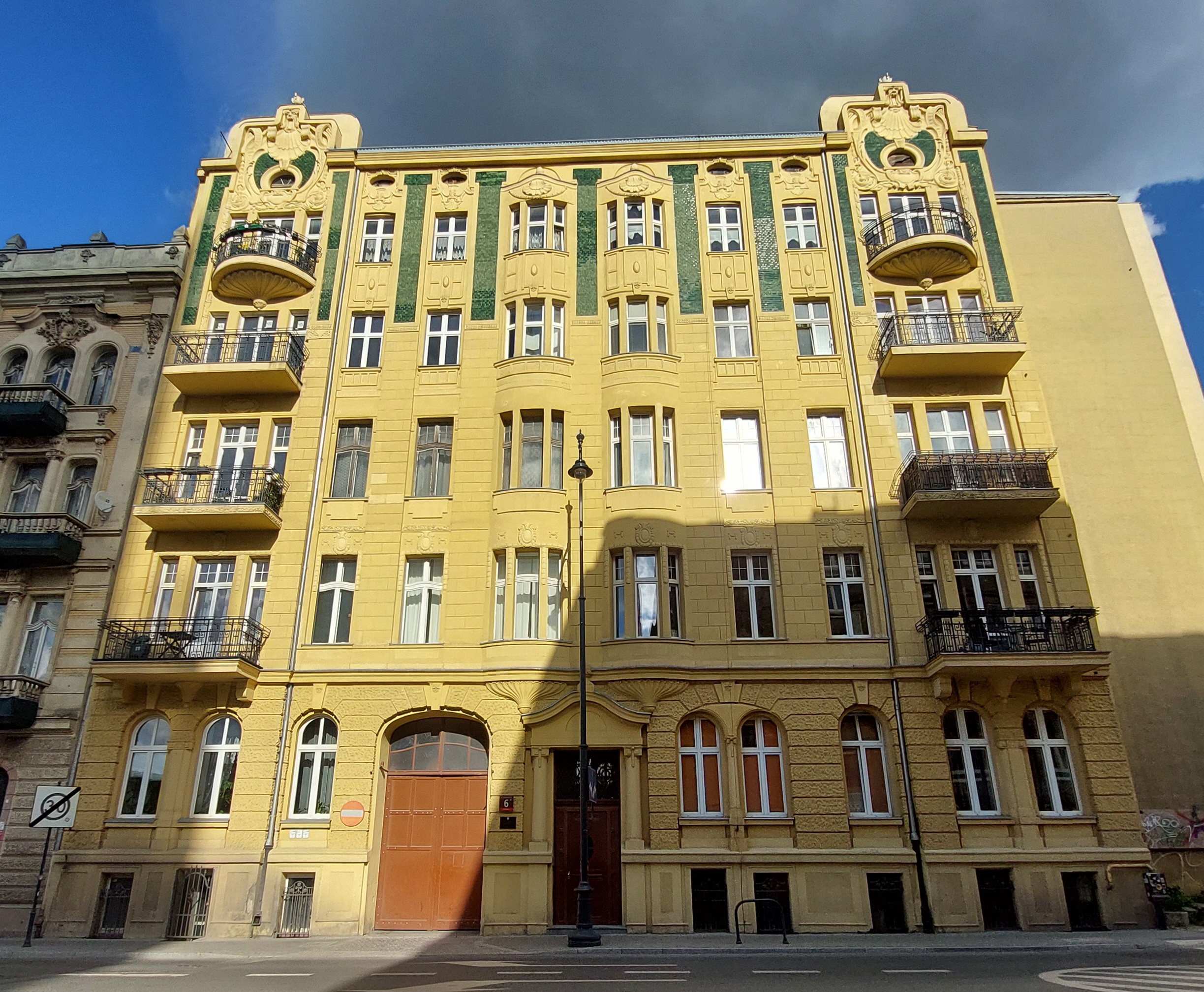
Architektura secesji: Kamienica Abrahama Dudaka w Łodzi

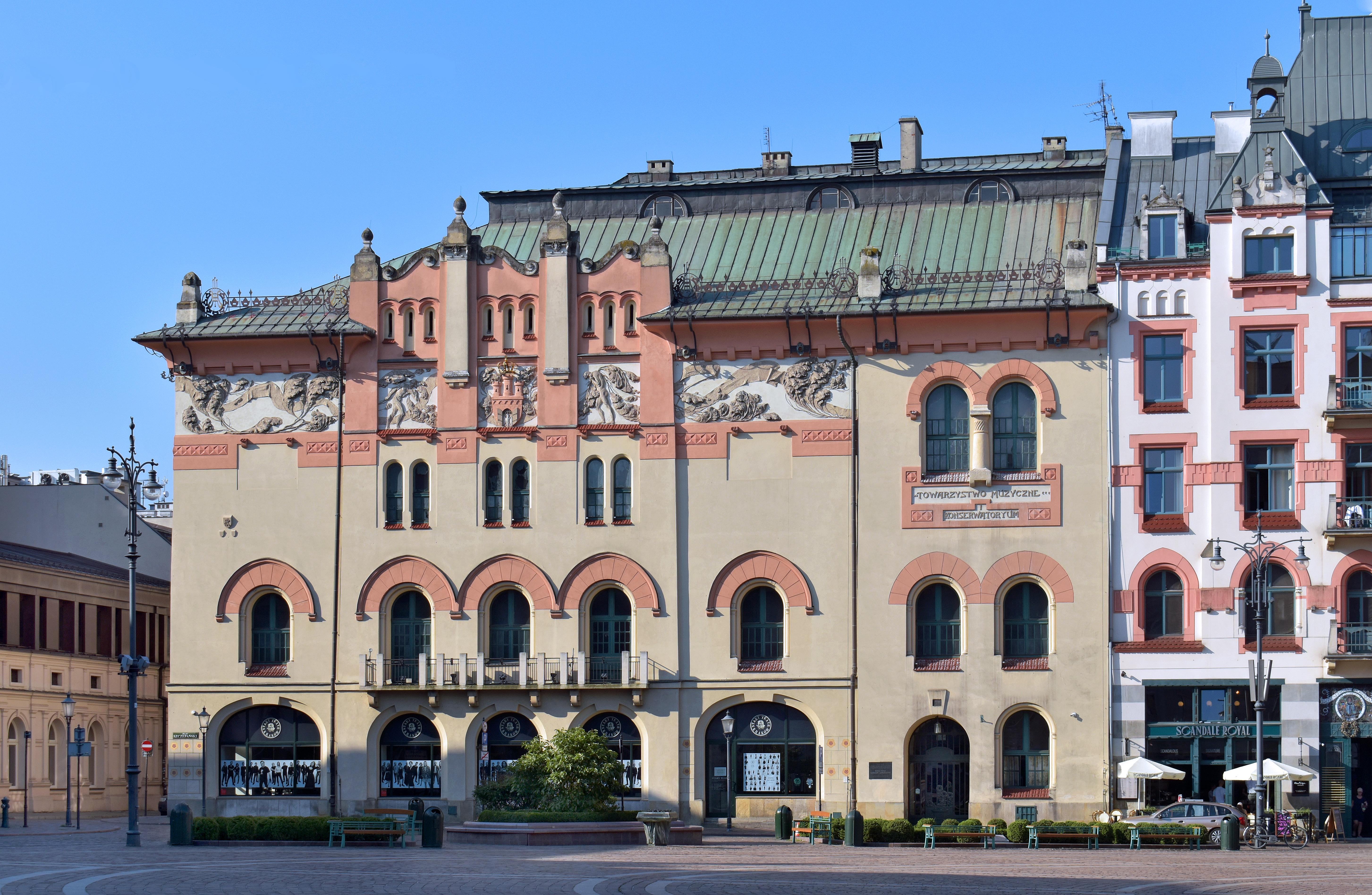
Architektura secesji: Stary Teatr im. Heleny Modrzejewskiej w Krakowie

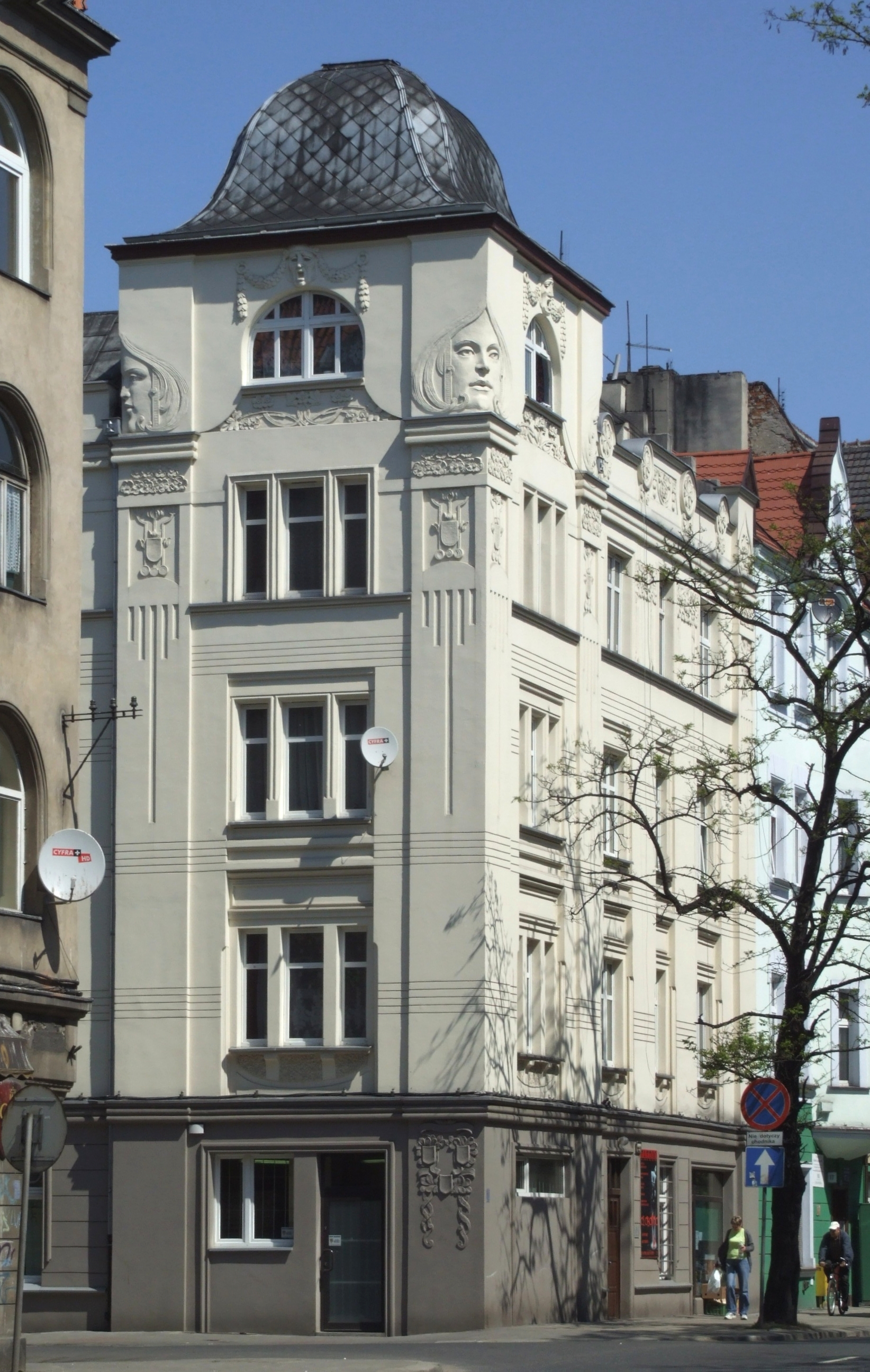
ul. Częstochowska 15 w Gliwicach

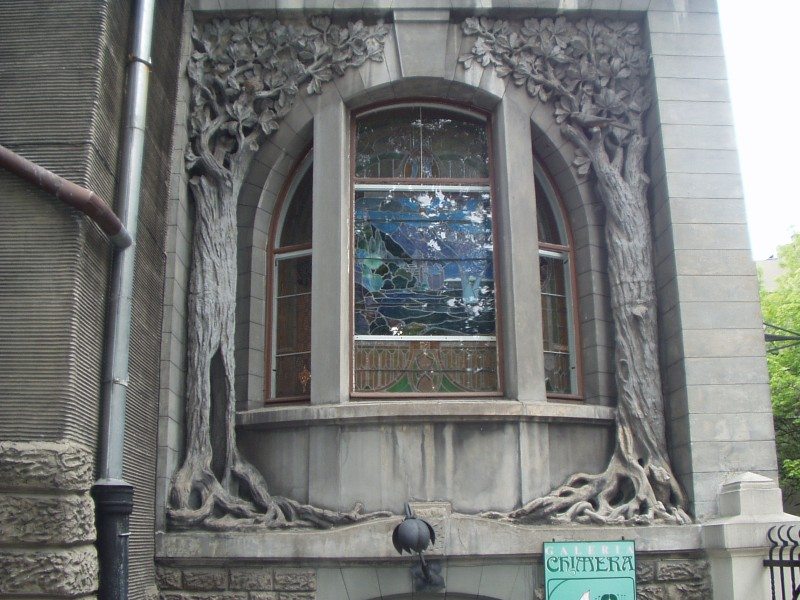
Willa Leopolda Kindermanna w Łodzi

Architektura secesji – kierunek w architekturze, który rozwijał się w latach 1890–1925, lecz zasadniczy rozkwit trwał od około 1905. Secesja była rezultatem poszukiwań wyzwolenia formy budynku z czystego naśladownictwa dawnych epok (historyzmu) i wytworzenia nowego stylu. 
W Polsce secesja przyjęła się nieco wcześniej niż w większości krajów Europy, głównie ze względu na wpływy architektury niemieckiej, austriackiej i francuskiej. Kraje te jako pierwsze wykształciły ten styl, a Polska będąca pod ich wpływem przejęła bardzo szybko nowe trendy, szybciej niż reszta Europy. Szybciej też odeszła od tego stylu na rzecz modernizmu. Nie wykształciła jednak typowego stylu secesji, a budowle z tego okresu przypominają bardziej neobarok.

## Nazwa
Okres secesji w architekturze jest bardzo różnie określany w poszczególnych krajach, jednak nazwano go prawie równocześnie z powstaniem stylu. Popularna w Polsce nazwa secesja, używana także m.in. w Austrii (Sezession) wywodzi się z nazw grup artystycznych: secesji wiedeńskiej i monachijskiej. W Niemczech i krajach skandynawskich używa się raczej nazwy Jugendstil („styl młodzieżowy”), we Francji Art nouveau („nowa sztuka”), w Hiszpanii i Włoszech mówi się o modernismo (nie mylić z modernizmem). W Wielkiej Brytanii nowy styl propagował ruch artystyczny Arts and Crafts. Wszelkie te lokalne prądy dotyczą jednak zasadniczo, oceniając z perspektywy XXI w., jednego zjawiska.

## Historia

### Źródła stylu secesyjnego
Najwcześniej tendencje do wysublimowania się nowego stylu pojawiły się we Francji, częściowo pod wpływem École des beaux-arts, Viollet-le-Duca. Niektórzy doszukują się źródeł art nouveau w prezentowanej przez niego i przez Anglika Williama Morrisa odmianie neogotyku. Dalszymi czynnikami, które zapoczątkowały rozwój nowej architektury były racjonalistyczne nurty filozoficzne oraz zetknięcie się z japońską grafiką i kaligrafią. Awangardowa dążność do postępu miała podłoże etyczne. Niejednorodność stylistyczna początkowej secesji wywodziła się stąd, że miała ona podłoże intelektualne, a nie formalno-artystyczne. Secesja była owocem kultury swoich czasów.

### Wykształcenie się stylu na przełomie XIX i XX wieku
Ogniska rozwoju architektury secesyjnej wytworzyły się w kilkunastu dużych miastach Europy o tradycjach artystycznych. Secesja szybko staje się modna, a jej elementy pojawiają się w historyzującym budownictwie przełomu XIX i XX w.

### Schyłek
U schyłku drugiej dekady XX w. pojawia się, szczególnie w architekturze domów towarowych, redukcyjna odmiana secesji, w której wielkim przeszkleniom i płaszczyznom towarzyszą stosunkowo proste i rygorystycznie rozmieszczone pilastry, zaś ornament koncentruje się na zwieńczeniu i wejściu do budynku. Po 1918 secesja w architekturze stopniowo zanika, stapiając się z eklektycznym stylem 1920, łączącym w sobie klasycyzm, neobarok i wczesny modernizm.
Po I wojnie światowej secesja, która już wcześniej wydawała się przeżytkiem, spotykała się prawie wyłącznie z surową krytyką ze strony ówczesnej awangardy. Wielu architektów, którzy tworzyli początkowo w stylu secesyjnym, stało się radykalnymi zwolennikami funkcjonalizmu.
Secesja w porównaniu z innymi stylami była jedynie epizodem w historii architektury, lecz doprowadziła do trwałych przekształceń w pojmowaniu roli architektury i sposobie projektowania.

## Cechy architektury secesyjnej
Secesja stanowiła próbę stworzenia nowego stylu bez odniesienia do historii, lecz wyłącznie na podstawie motywacji estetycznej i natchnienia twórcy. Ten sposób tworzenia spotkał się z silną krytyką wielu współczesnych, podkreślających, że wcześniejsze style powstawały w inny sposób – rzekomo drogą ewolucji wynikającej z czynników środowiskowych.
Secesję cechowała forma stosunkowo abstrakcyjna, lecz jednocześnie o bogatej ornamentyce. Poza czołowymi architektami, wyznaczającymi rozwój kierunku, styl ograniczał się zasadniczo do zdobnictwa, sprawy funkcji i konstrukcji pozostawiając inżynierom budowlanym. Szczególnie jest to widoczne w budownictwie mieszkaniowym, gdzie rozwiązania urbanistyczne i rzuty mieszkań pozostały zgodne z praktyką XIX w. Budynki użyteczności publicznej, choć wykazujące się innowacyjnością, korzystały z wątków romantycznych i elementów zarówno neoromańskich, jak i neogotyckich.
Respekt wobec natury przejawiał się w ornamencie i strukturze budynku. Ornament secesyjny miał nie tylko podkreślać konstrukcję i tektonikę budynku, lecz także stanowił symboliczne przedstawienie jego funkcji. Wśród ornamentyki secesyjnej pojawiają się stylizowane formy roślinne, postacie i maski długowłosych kobiet, formy przypominające niekiedy draperie lub skórę, reliefy wypełniają niekiedy całą powierzchnię ścian zewnętrznych. Elewacje posiadają ciągłą i płynnie przechodzącą powierzchnię, widoczne jest zamiłowanie do miękkich i krzywych linii i wyobleń. Ornament obejmuje także detale wykończenia budynku, takie jak klamki czy balustrady schodów.

## Wybrani przedstawiciele secesji
- Emile André(inne języki)
- Franciszek Chełmiński
- Lluís Domènech i Montaner
- Michaił Eisenstein
- August Endell
- Max Fabiani
- Max Hegele
- Josef Hoffmann
- Antoni Gaudí
- Hector Guimard
- Victor Horta
- Gustaw Landau-Gutenteger
- Dawid Lande
- Eižens Laube(inne języki)
- Charles Rennie Mackintosh
- Franciszek Mączyński
- Joseph Maria Olbrich
- Konstantīns Pēkšēns(inne języki)
- Josep Puig i Cadafalch
- Franciszek Ruszyc
- Fiodor Schechtel
- Louis Sullivan
- Henry van de Velde
- Otto Wagner

## Obiekty secesyjne w Polsce
- kamienica „Pod Żabami” w Bielsku-Białej
- IV Liceum Ogólnokształcące im. Bolesława Chrobrego w Bytomiu
- Teatr im. Cypriana Kamila Norwida w Jeleniej Górze
- bazylika Najświętszego Serca Pana Jezusa w Krakowie (wnętrza)
- dom „Pod Globusem” w Krakowie
- willa „Anna” w Konstancinie przy ul. Stefana Żeromskiego 10
- kawiarnia „Jama Michalika” w Krakowie
- bazylika św. Franciszka z Asyżu w Krakowie
- Gmachu Towarzystwa Przyjaciół Sztuk Pięknych w Krakowie
- Stary Teatr w Krakowie
- Dom handlowy Smechela i Rösnera w Łodzi
- Dom bankowy Wilhelma Landaua w Łodzi
- Gmach Domu Bankowego Wilhelma Landaua w Warszawie
- Szkoła Zgromadzenia Kupców w Łodzi
- Kamienica Oszera Kohna w Łodzi
- Willa Leona Rappaporta w Łodzi
- Kamienica Schychtów w Łodzi
- Kamienica Zygmunta Dejczmana w Łodzi
- Mauzoleum Izraela Poznańskiego w Łodzi
- Willa Leopolda Kindermanna w Łodzi
- Dworzec Główny w Nowym Sączu
- Muzeum Mazowieckie w Płocku (zbiory we wnętrzach)
- Kamienica przy ul. Roosevelta 5 w Poznaniu
- Sanatorium w Trzebiechowie z wnętrzami, które zaprojektował Henry van de Velde
- Pomnik Fryderyka Chopina w Warszawie
- Kamienica Tołwińskiego przy ul. Służewskiej 3 w Warszawie (nie istnieje)
- Kamienica Spokornego w Al.Ujazdowskich 19 w Warszawie (nie istnieje)
- Dom Handlowy firmy "Schlesinger und Grünbaum" przy ul. Rzeźniczej 32-33 we Wrocławiu
- Dom Handlowy Braci Barasch we Wrocławiu (przebudowany)
- Kaplica Hulimków z 1900 r. w Mycowie koło Hrubieszowa, proj. Władysław Sadłowski
- Kamienica Maxa Zweiningera w Bydgoszczy (1902, Karl Bergner)
- Kamienica Eduarda Schulza w Bydgoszczy (1905, Rudolf Kern)
- Kamienica przy ul. Augusta Cieszkowskiego 1 w Bydgoszczy (1904, Paul Böhm)
- Kamienica Rudolfa Kerna w Bydgoszczy (1904)
- Kamienica Augusta Mentzla w Bydgoszczy (1909)
- Kamienica przy ul. Augusta Cieszkowskiego 3 w Bydgoszczy (1904)
- Kamienica Cieszkowskiego 9 w Bydgoszczy (1902)
- Kamienica Cieszkowskiego 13-15 w Bydgoszczy (1903, Fritz Weidner)
- Kamienica przy Al. Mickiewicza 9 w Bydgoszczy (1906)
- Willa przy ul. Lipowej 9 w Sopocie (1904, August Schmidtke)

## Pozostała literatura
- Barbara Banaś, Leszek Szurkowski, Secesja wrocławska, CO-LIBROS, Wrocław 2009
- Maciej Gutowski, Bartłomiej Gutowski, Architektura secesyjna w Galicji, Warszawa 2001
- Bartłomiej Gutowski, Secesja w architekturze Przemyśla, Przemyśl 2007